# Muggenthal (Bogen)
Muggenthal ist ein Ortsteil der Stadt Bogen im niederbayerischen Landkreis Straubing-Bogen.
Die Einöde liegt circa sechs Kilometer nordöstlich von Bogen in der Gemarkung Degernbach auf dem 421 m ü. NHN hohen Sporn Furterwiesberg. Der Ort war namensgebend für den westlich fließenden Muggenthaler Graben, einen Oberlauf des Waidbachs.

## Baudenkmäler
Siehe auch: Liste der Baudenkmäler in Muggenthal
- Wegkapelle, erbaut Mitte des 19. Jahrhunderts